# Obwodnica północna Gorzowa Wielkopolskiego
Obwodnica północna Gorzowa Wielkopolskiego – projektowana, budowana i częściowo istniejąca dwujezdniowa arteria komunikacyjna na północy Gorzowa Wielkopolskiego, mająca docelowo połączyć drogę krajową nr 22 i osiedle Górczyn (w tym drogę wojewódzką nr 151), poprzez osiedla Piaski, Chwalęcice (dolne) i Słowiańskie, z osiedlem Europejskim i drogą wojewódzką nr 130, a za jej pośrednictwem z położonymi w dzielnicy Małyszyn: strefą ekonomiczną, węzłem Gorzów Wlkp. Północ drogi ekspresowej S3 oraz początkiem drogi wojewódzkiej nr 119. Część trasy projektowana i budowana na prawym brzegu rzeki Kłodawki (wraz z przeprawą) będzie nosić nazwę ulicy Kamiennej, a część już istniejąca na lewym brzegu Kłodawki nazwana została ulicą Górczyńską.

## Przebieg
Trasa będzie rozpoczynać się w zachodniej części osiedla Europejskiego na istniejącym rondzie Schumanna (łączącym ul. Berlińską i ul. Myśliborską), docierając po 350 metrach do ronda projektowanego na skrzyżowaniu z ul. Litewską, a po przecięciu tej ulicy będzie dalej przebiegać przez dawne tereny poligonowe, omijając od północno-zachodniej strony powstające osiedle Słowiańskie i Cmentarz Komunalny, aż do skrzyżowania z ul. Żwirową na kolejnym projektowanym rondzie. Następnie trasa będzie biegła północnym skrajem osiedla Piaski równolegle do ul. Kuratowskiej, aż do budowanego następnego ronda (na budowanym skrzyżowaniu ulicy Kazimierza Wielkiego z ulicą Owocową), po czym pobiegnie poprzez budowany nowy most na rzece Kłodawce do istniejącego ronda Barlineckiego (położonego na skrzyżowaniu z ulicą Wyszyńskiego). Rondo to jest zarazem początkiem istniejącej już części trasy, czyli ul. Górczyńskiej, która dalej biegnie poprzez ronda: Górczyńskie (łączące ją z ul. Piłsudskiego i Czartoryskiego) oraz Niepodległości (łączące ją z ul. Niepodległości i Okulickiego), aż wreszcie kończy się na rondzie Gdańskim (łączącym ją z ulicami Walczaka oraz Zawackiej).

## Budowa[3][4]
W marcu 2023 roku spółka Gorzowskie Inwestycje Miejskie ogłosiła przetarg na budowę pierwszego etapu zachodniej części obwodnicy północnej na odcinku od ronda Barlineckiego do budowanego ronda na skrzyżowaniu ulic Kazimierza Wielkiego i Owocowej. Wygrała go firma Budimex, która zrealizuje inwestycję za kwotę niemal 27 milionów złotych. W tym samym roku władze miasta i regionu podpisały list intencyjny w sprawie budowy dwóch pozostałych odcinków trasy.
Pod koniec stycznia 2025 r. podpisano umowę na zaprojektowanie i budowę drugiego etapu trasy na odcinku od ul. Kazimierza Wielkiego do ul. Myśliborskiej. Etap ten, podobnie jak pierwszy zrealizuje firma Budimex za kwotę prawie 151 mln złotych.